# Anthelephila boviei
Anthelephila boviei is een keversoort uit de familie snoerhalskevers (Anthicidae). De wetenschappelijke naam van de soort is voor het eerst geldig gepubliceerd in 1947 door Pic.